# Теорба
Теорба је трзачки жичани инструмент из породице лаута, са продуженим вратом и другом клином. Попут лауте, теорба има закривљену звучну кутију (шупљу кутију) са дрвеним врхом, обично са звучном рупом, и вратом који излази из звучне кутије. Као и код лауте, свирач једном руком трга или трза по жицама док другом руком притиска жице; притиском на жице на различитим местима на врату добијају се различите висине тона (ноте), што омогућава извођачу да свира акорде, бас линије и мелодије.
Повезан је са liuto attiorbato, француским théorbe des pièces, архлутом, немачком барокном лаутом и ангеликом или анђеликом. Теорба се разликује од обичне лауте по томе што  има много дужи врат који се протеже изван обичне даске/врата и другу кутију за клин на крају проширеног врата. На продуженом врату додају се бас жице ниског регистра. Ово даје теорби много шири опсег тонова (нота) од обичне лауте. Теорба је коришћена током барокне музичке ере (1600–1750) за свирање деоница basso continuo пратње (као део групе, која је често укључивала чембало, оргуље и бас инструменте), али и као соло инструмент.